# Josep-Eladi Baños Díez
Josep Eladi Baños Díez (Sabadell, 1958) és un metge, farmacòleg i acadèmic català, conegut per la seva extensa carrera en l’àmbit de la medicina, la recerca i la gestió universitària. És rector de la Universitat de Vic des de 2019.
Llicenciat en Medicina per la Universitat Autònoma de Barcelona (UAB) el 1981, es va especialitzar en Farmacologia Clínica per la Universitat de Barcelona (UB) el 1986 i va obtenir el doctorat en Medicina amb premi extraordinari per la UAB el 1988. La seva trajectòria acadèmica inclou càrrecs com a professor titular de Farmacologia a la UAB (1993-2002) i a la Universitat Pompeu Fabra (UPF, 2002-2011), on posteriorment va esdevenir catedràtic (2011-2019). Actualment, des del 2019, exerceix com a rector de la Universitat de Vic - Universitat Central de Catalunya (UVic-UCC), càrrec que va assumir després d’un procés de selecció competitiu el 7 de gener de 2019. A més, ha estat director del Grup de Recerca Educativa en Ciències de la Salut i del Programa Margalida Comas per a l’excel·lència docent de les universitats catalanes des del 2017.
Baños ha destacat també per la seva contribució a la innovació docent, especialment en l’ús de les humanitats (com el cinema, la literatura i les sèries de televisió) per ensenyar farmacologia i medicina. La seva recerca s’ha centrat en temes com l’avaluació del dolor clínic i la neurobiologia del dolor neuropàtic, amb més de 2.000 citacions acadèmiques segons Google Scholar. En l’àmbit de la gestió, ha ocupat posicions rellevants com a vicerector de Docència i Ordenació Acadèmica de la UPF (2005-2013) i vicedegà de la Facultat de Ciències de la Salut i de la Vida (2004-2005). Internacionalment, ha estat professor visitant a la Universidad de Chile (2003-2011) i associat a la Bloomberg School of Public Health de la Johns Hopkins University (2009-2011). El 2024, va assumir la presidència rotatòria de la Xarxa Vives d’Universitats, reforçant el seu compromís amb la cohesió universitària als territoris de parla catalana. És acadèmic numerari electe de la Reial Acadèmia de Medicina de Catalunya (2020).

## Premis i reconeixements[6]
- 3r Premi Nacional d’Investigació i Innovació Educativa atorgat pel Ministeri d’Educació i Ciència (2006)
- Quatre distincions Vicens-Vives a la Innovació Docent (2005, 2009, 2013 i 2015),
- Premi a l’Excel·lència Professional del Col·legi de Metges de Barcelona (2015)
- Premi de la Fundació Grünenthal a la Recerca en Dolor Clínic (2016).